# Récif Amélie
Das Récif Amélie ist ein Riff im Géologie-Archipel vor der Küste des ostantarktischen Adélielands.
Französische Wissenschaftler benannten es 2010. Der weitere Benennungshintergrund ist nicht hinterlegt.